# Balcão Único do Prédio
Balcão Único do Prédio (BUPi) é uma plataforma de interoperabilidade que agrega a informação relevante sobre os prédios urbanos, rústicos e mistos em Portugal, e os seus titulares, incluindo informação disponível nas várias bases de dados públicas das entidades parceiras do projeto BUPi, através da articulação entre o registo predial, a matriz predial, o cadastro predial e a informação geográfica. 
A Lei n.º78/2017, de 17 de agosto, cria o Sistema de Informação Cadastral Simplificado e o BUPi como plataforma única nacional de registo e cadastro do território, com o intuito de conhecer o território português de forma simples e inovadora, aumentar a eficiência no planeamento e gestão do território, no combate aos incêndios rurais e na criação de valor económico a partir dos recursos naturais.

## O Projeto Piloto BUPi
O projeto piloto do BUPi foi lançado em 10 municípios do Norte e Centro de Portugal:
- Alfândega da Fé
- Caminha
- Castanheira de Pêra
- Figueiró dos Vinhos
- Góis
- Pampilhosa da Serra
- Pedrogão Grande
- Penela
- Proença-a-Nova
- Sertã

Em um ano, o BUPi permitiu identificar mais de 50% da área destes Municípios. 
Após a experiência do projeto piloto e da sua importância para o conhecimento de todo o território português, o BUPi está a ser expandido a todo o país.

## A Expansão do BUPi
A Lei n.º 65/2019, de 23 de agosto, determina a generalização do sistema de informação cadastral a todo o país e integra os seguintes procedimentos:
- Procedimento de Representação Gráfica Georreferenciada - aplicável a 174 municípios;
- Informatização e vetorização dos elementos cadastrais - aplicável a 128 municípios de Portugal Continental;
- Procedimentos especiais de registo - aplicáveis a 308 municípios.

A Resolução do Conselho de Ministros n.º45/2020, de 21 de maio, cria a Estrutura de Missão para a Expansão do Sistema de Informação Cadastral Simplificado (eBUPi), com tutela partilhada pelas áreas governativas da Justiça, Ambiente e Ação Climática, e Coesão Territorial, e com parceiros das diferentes áreas setoriais da Administração Pública, para garantir a expansão a todo o território nacional do sistema de informação cadastral simplificado.
O Balcão Único do Prédio encontra-se, atualmente, em 143 municípios do Norte e Centro do país, nos quais já se georreferenciaram mais de 1 milhão de propriedades.

## Número de Identificação do Prédio
O Número de Identificação do Prédio (NIP) surge no âmbito do projeto Balcão Único do Prédio – BUPi e será um número único que agregará toda a informação relativa à identidade predial. Este projeto arrancará, inicialmente, para as propriedades rústicas, podendo, posteriormente, ser alargado às propriedades urbanas.
Tal como o cartão de cidadão agrega a informação de cada indivíduo, também as propriedades vão passar a ser identificadas por um número único.
O projeto do Número de Identificação do Prédio permitirá, também, a criação de bases de dados abertas e atualizadas em tempo real, com informação relativa a propriedades rústicas e urbanas.
O lançamento será feito de forma gradual, enquanto projeto-piloto, nas Áreas Integradas de Gestão da Paisagem (AIGP), por serem zonas mais vulneráveis aos incêndios e onde há a promoção da gestão comum de espaços agrícolas e florestais.

## Prémios e Reconhecimentos
Em 2019, o projeto BUPi - Balcão Único do Prédio, recebeu o prémio de Best Digital Transformation Project, dos Portugal Digital Awards, uma iniciativa da IDC em parceria com a Axians. Cofinanciado pelo COMPETE 2020 no âmbito do SATPAP, o projeto envolveu um investimento elegível de cerca de 300 mil euros a que correspondeu incentivo do Fundo Social Europeu de cerca de 255 mil euros.
Em 2019, o projeto piloto BUPi - Balcão Único do Prédio foi reconhecido internacionalmente no âmbito da Inovação da Justiça em Portugal, no relatório Justice Transformation in Portugal - Building on Successes and Challenges pela OCDE.
Em 2021, o projeto de expansão do BUPi - Balcão Único do Prédio venceu o Prémio Transformação Digital 2021, na categoria "Promoção da Sociedade Mais Inovadora e Digital", atribuído pela  Associação para a Promoção e Desenvolvimento da Sociedade de Informação - APDSI.
Em 2021, a equipa Estrutura de Missão para a Expansão do Sistema de Informação Cadastral Simplificado (eBUPi) foi reconhecida com o segundo lugar do Prémio Internacional  "Public Service Team of the Year 2021: User-Centred Policy Makers and Policy Deliverers", atribuído pela Apolitical, uma plataforma internacional focada na partilha de boas práticas de governação e Administração Pública.
Em 2022, o projeto BUPi foi distinguido com o Prémio "Cidades e Territórios do Futuro", no 31º Digital Business Congress, organizado pela Associação Portuguesa para o Desenvolvimento das Comunicações.